# Turdus sanchezorum
Turdus sanchezorum é uma espécie de ave da família Turdidae endêmica do Brasil. É encontrada na Amazônia ocidental. É uma espécie críptica identificada através de análise molecular em espécimes de museus. Era considerada coespecífica com o Turdus hauxwelli.